# .pk
.pk es el dominio de nivel superior geográfico (ccTLD) para Pakistán.